# Depeche Mode: M
A Depeche Mode "M" az együttes 2025-ben megjelent dokumentum-koncertfilmje amit a mexikói Fernando Frías de la Parra rendezett. A film a mexikói halállal kapcsolatos kultúrát mutatja be, illetve a 3 teltházas mexikóvárosi koncertbe ad betekintést.

## Felvételek
A Depeche Mode 3 teltházas koncertet adott a mexikóvárosi Foro Solban 2023 szeptember 21.-én, 23.-án és 25.-én, amit összessen 200.000 ember láthatott élőben. A film a Memento Mori World Tour hivatalos kiadványa, először 2025 június 5.-én mutatták be a Tribeca filmfesztiválon New Yorkban. A mozikba feltehetőleg 2025 őszén kerül.

## A filmben hallható dalok
A 3 mexikóvárosi koncerten elhangzott dalok közül a következők kerültek fel megerősítetten a kiadványra:
- My Cosmos is Mine
- Wagging Tongue
- It's No Good
- Everything Counts
- My Favorite Stranger
- Sister of Night
- Speak to Me
- Soul With Me
- A Pain That I'm Used To
- Wrong
- Stripped
- World in My Eyes
- Enjoy the Silence
- Condemnation
- Never Let Me Down Again
- Personal Jesus
- + "In the End" a stáblista alatt - korábban kiadatlan Depeche Mode szám (nem a koncerteken hangzott el)

A későbbi kiadványokon feltehetőleg több szám is helyet kap még (pl. Walking in My Shoes, Just Can't Get Enough, minimum még egy Martin Gore szám), de még nem tudni hogy a jelenlegi formájában kiadott koncertfilmen szerepelnek-e.

## A Depeche Mode 2023/24-ben
- Dave Gahan
- Martin Gore

Továbbá:
- Peter Gordeno
- Christian Eigner